# Émile Jaques-Dalcroze
Émile Jaques-Dalcroze (ur. 6 lipca 1865 w Wiedniu, zm. 1 lipca 1950 w Genewie) – szwajcarski kompozytor i pedagog, twórca rytmiki jako dziedziny kształcenia muzycznego.

## Życiorys
Studia muzyczne odbywał w Genewie, Paryżu i Wiedniu. Jego francuscy nauczyciele to Léo Delibes, Gabriel Fauré, Mathis Lussy. W Wiedniu nauki pobierał u Adolfa Prosnitza, Antona Brucknera i Roberta Fuchsa. Oprócz muzyki studiował także malarstwo, poezję i aktorstwo w Comédie-Française.
W 1892, mając zaledwie 27 lat, wygrał egzamin konkursowy na profesora solfeżu i harmonii w Konserwatorium Genewskim. Data ta jest początkiem jego pracy pedagogicznej i reformatorskich poszukiwań w nauczaniu solfeżu i muzyki w ogóle.
Po kilku latach pracy pedagogicznej, początkowo tylko ze studentami, a następnie również z dziećmi, formułował swe odkrycia twierdząc, że działanie muzyki nie dotyczy tylko słuchu, ale całego systemu mięśniowego i nerwowego, że rytm i dynamika znajdują odpowiednik w systemie mięśniowym i że pierwotnym instrumentem jest ciało ludzkie, toteż wszelkie odmiany tempa i energii muzycznej można odtwarzać ruchami ciała. Pierwsze publiczne wystąpienia Dalcroze’a, w których przedstawił założenia swej metody i zademonstrował „gimnastykę rytmiczną” to:
1. wykłady w Konserwatorium w Lozannie i w Aarau w 1902
2. wykłady i pokazy ruchowe w Soleur w 1905

oba podczas kolejnych Kongresów Towarzystwa Muzyków Szwajcarskich.
W 1915 powstał Instytut Jaques’a-Dalcroze’a w Genewie, międzynarodowy ośrodek kształcący muzyków i pedagogów według jego metody.
W 1912 uczestniczył w Olimpijskim Konkursie Sztuki i Literatury w kategorii muzyka. Nie zajął jednak miejsca na podium, a tytuł jego utworu nie jest znany.